# Port lotniczy Al-Wadżh
Port lotniczy Al-Wadżh (ICAO: EJH, ICAO: OEWJ) – port lotniczy położony w Al-Wadżh, w prowincji Tabuk, w Arabii Saudyjskiej.

## Linie lotnicze i połączenia
| Linia Lotnicza | Kierunek           |
| -------------- | ------------------ |
| Saudia         | 1. Dżudda 2. Rijad |